# Stadthausturm Münster

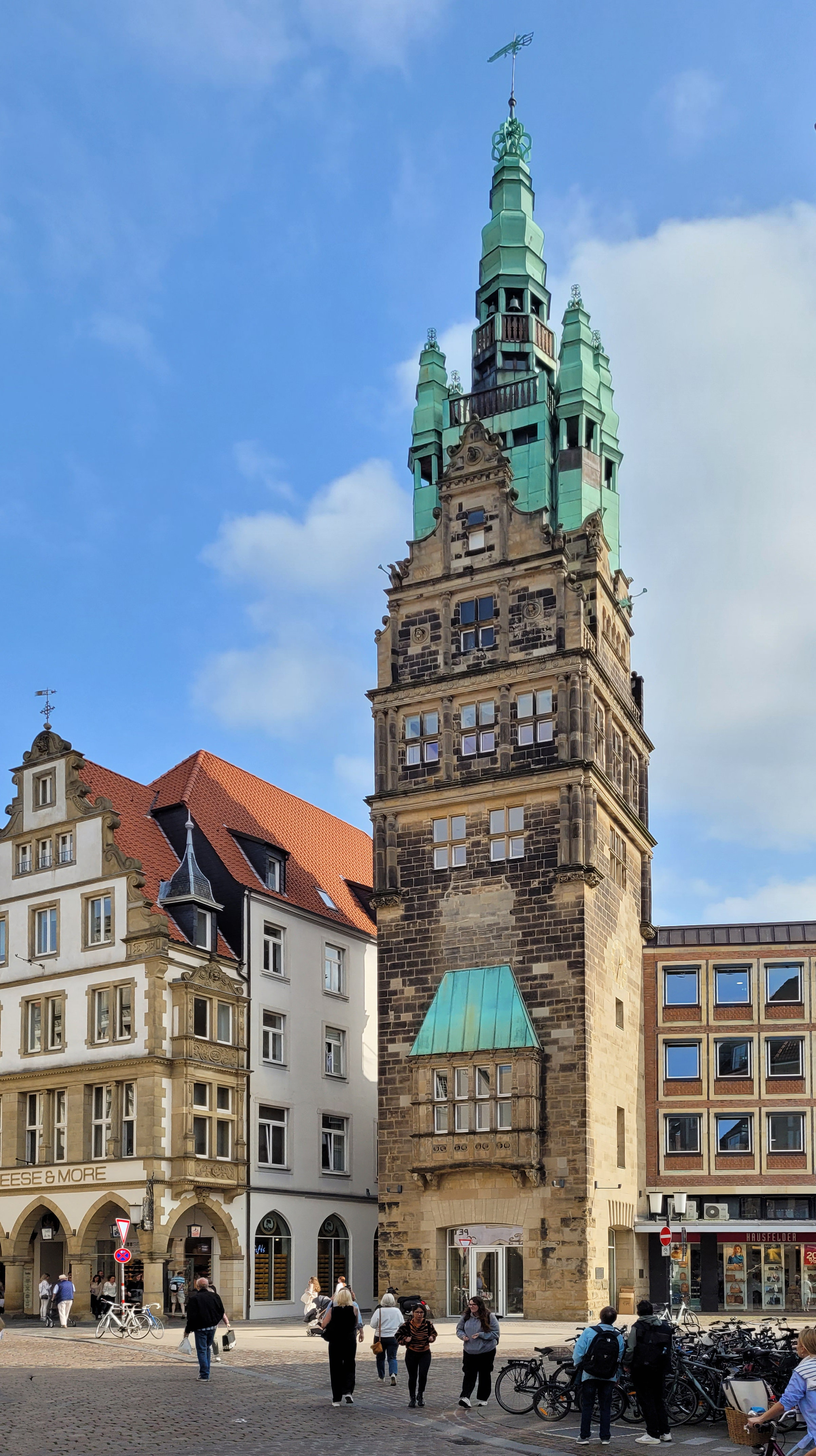
Der Stadthausturm von Westen aus gesehen

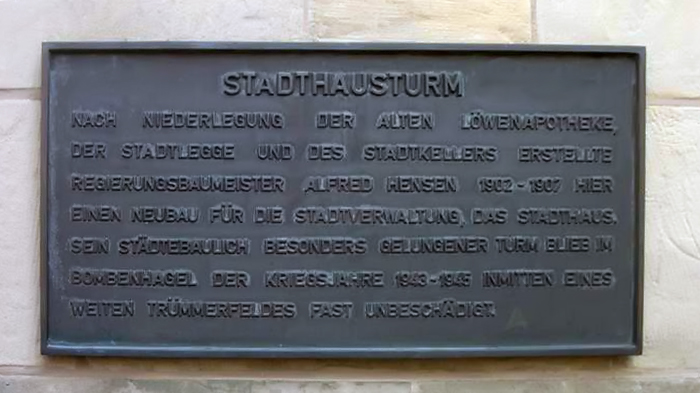
Infotafel

Der Stadthausturm im westfälischen Münster ist der einzige noch erhaltene Teil des ehemaligen Stadthauses. Er befindet sich am südlichen Ende des Prinzipalmarkts.
Das Haus und somit auch der Turm wurden in den Jahren von 1902 bis 1907 durch Alfred Hensen im Stil der Neorenaissance entworfen, nachdem die zuvor an derselben Stelle gelegene Löwenapotheke, die Stadtlegge und der Stadtkeller abgetragen worden waren. Das Stadthaus selbst wurde bei Luftangriffen auf Münster im Zweiten Weltkrieg zerstört, der Turm jedoch überstand den Krieg nahezu unbeschadet.
Eine Zeit lang war im Keller des Turmes eine mechanische Telefonvermittlungsstelle untergebracht.

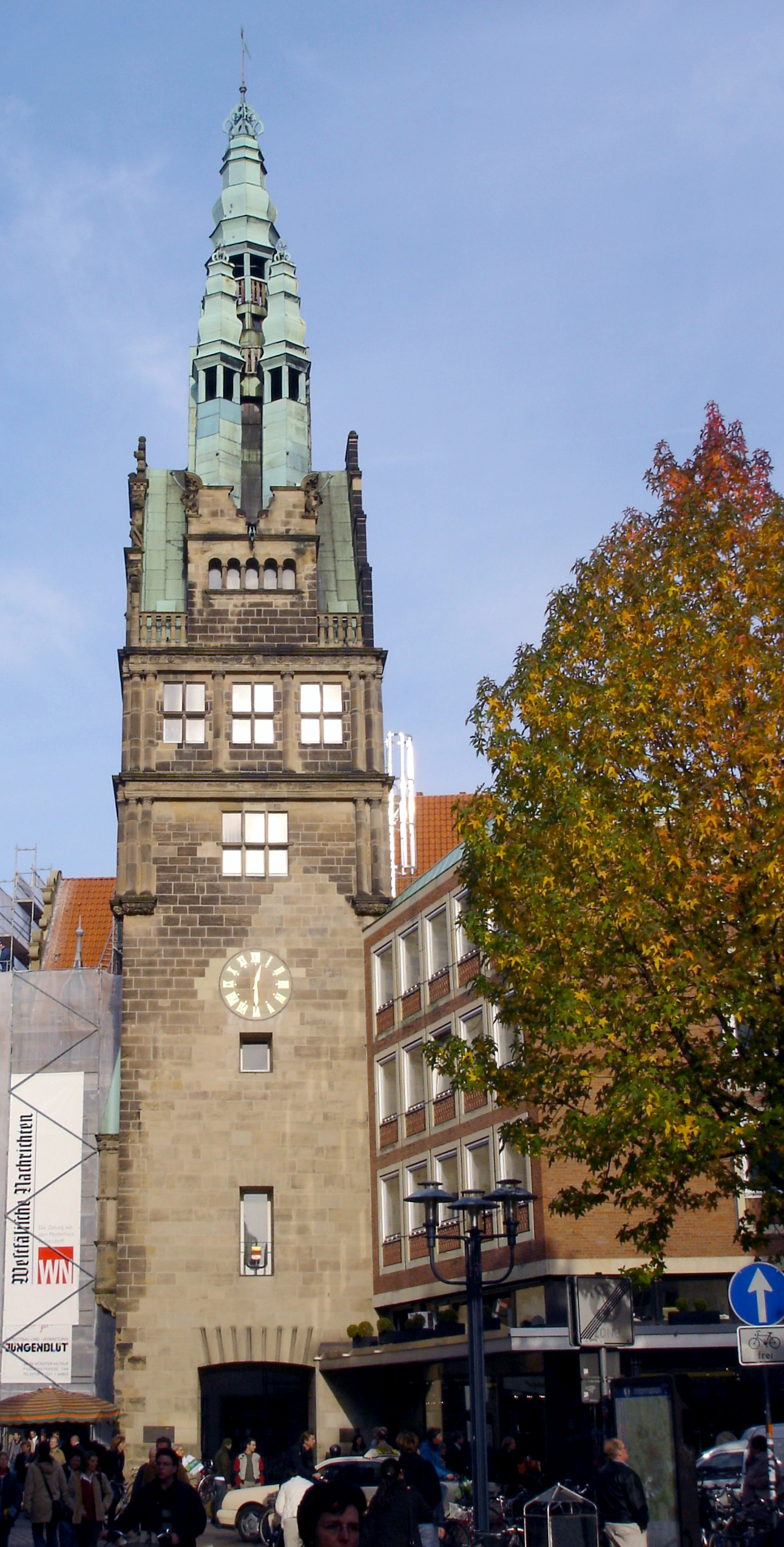
Der Stadthausturm von der Ludgeristraße aus gesehen

Seit dem Jahre 2001 befindet sich auf dem Turm wieder ein Glockenspiel der niederländischen Gießerei Petit & Fritsen, das durch Zusammenwirken der Kulturstiftung der Sparkasse Münster, der Gebrüder Nonhoff und dem Stadtheimatverein Münster installiert werden konnte. Seitdem erklingt das Glockenspiel täglich um 11 Uhr, 15 Uhr und 19 Uhr. Im „meteorologischen Sommer“ (Juni bis August) wird konsequent Kein schöner Land in dieser Zeit gespielt, vom 27. November bis zum 6. Januar Weihnachtslieder, u. a. Nun freut euch, ihr Christen. Nach der Stilllegung durch Baumaßnahmen am Stadthausturm wurde das Glockenspiel im November 2022 wieder reaktiviert.
Von 2006 bis zum Oktober 2020 befand sich im Turm eine Kinderbetreuung mit dem Namen „Maxi Turm“.

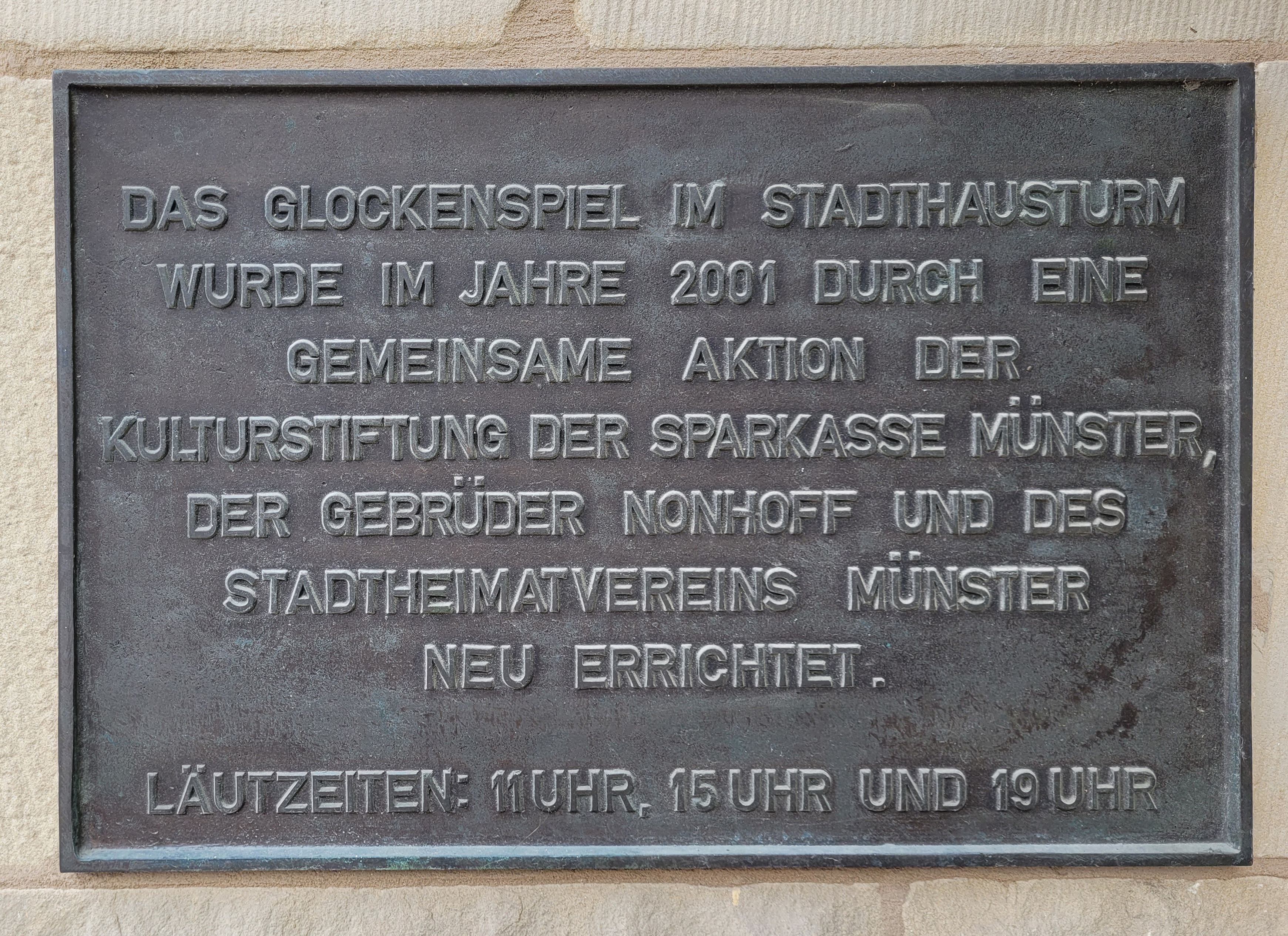